# Spreitenbach
Spreitenbach és un municipi del cantó d'Argòvia (Suïssa), situat al districte de Baden. El 2023 tenia 12.512 habitants.